# José de Viana y Eguiluz
José de Viana y Eguiluz (ur. 1695, zm. ok. 1750) – hiszpański dyplomata.
Był sekretarzem ambasad Hiszpanii we Francji (1720-1725), Austrii (1726–1733) i w Watykanie (1734–1750). Mimo niskiego szczebla dyplomatycznego w latach 1728–1731 był faktycznym kierownikiem hiszpańskiej misji dyplomatycznej w Wiedniu, gdzie zorganizował gęstą i dobrze działającą sieć konfidentów.